# Xylopia parviflora
Xylopia parviflora är en kirimojaväxtart som först beskrevs av Achille Richard, och fick sitt nu gällande namn av George Bentham. Xylopia parviflora ingår i släktet Xylopia och familjen kirimojaväxter. Inga underarter finns listade i Catalogue of Life.